# Лазар Стојсављевић
Лазар Стојсављевић (Лондон, 5. мај 1998) је српски фудбалер. Игра на позицији штопера.

## Каријера
Стојсављевић је рођен у Лондону, у српској породици. У млађим категоријама је наступао за неколико енглеских нижеразредних клубова, да би му први клуб у сениорској каријери био Вокинг. Одатле је прешао у Милвол, након чега је био члан и Њупорт Каунтија.
Дана 8. јануара 2020. године је потписао четворогодишњи уговор са новосадском Војводином. Дебитовао је за Војводину 24. јуна 2020, на финалној утакмици Купа Србије за сезону 2019/20, против Партизана на Стадиону Чаир у Нишу. Војводина је савладала Партизан након извођења једанаестераца, а Стојсављевић је на терен ушао у 81. минуту. Крајем августа 2020. године је прослеђен на позајмицу у београдски Рад до краја првог дела сезоне 2020/21. Током зимских припрема се прикључио екипи Војводине, али је убрзо враћен на позајмицу у Рад. Са екипом Рада је испао из Суперлиге Србије, након чега се лета 2021. вратио у Војводину. На почетку сезоне 2020/21. није забележио ниједан наступ за екипу Војводине након чега је почетком септембра 2021. споразумно раскинуо уговор са клубом и прешао у словачког прволигаша Тренчин.

## Успеси
Војводина
- Куп Србије : 2019/20.